# برج خالد العطار 2
برج خالد العطار 2 هو برج مكون من 66 طابقًا على شارع الشيخ زايد في دبي، الإمارات العربية المتحدة. تم الانتهاء من أعمال البناء في عام 2011.
يبلغ الارتفاع الهيكلي الإجمالي للبرج 294 مترًا (853 قدمًا).

## روابط خارجية
- برج خالد العطار 2 على CTBUH Skyscraper Center
- برج خالد العطار 2 على إمبوريس
- برج خالد العطار 2 على ProTenders